# 巴基斯坦通信卫星1R
巴基斯坦通信卫星-1R（PAKSAT-1R），又名巴基斯坦通訊卫星1號替代星，是由巴基斯坦空間及上層大氣研究委員會運作的一顆地球同步軌道通訊衛星，2011年8月11日，它由長征三號乙運載火箭從中國四川的西昌衛星發射中心發射。該人造衛星預期用來替代位於地球同步軌道東經38°的PAKSAT-1。
PAKSAT-1R將支持所有常見的現代靜止衛星服務（FSS）應用，它擁有30個通訊轉發器（12個C波段、18個Ku波段）。
衛星將由SUPARCO衛星地面站控制，為了確保系統的高度可靠性和實用性，SUPARCO將在拉合爾與卡拉奇建造兩個全功能的冗余衛星地面控制站（SGCS），一個為主站，一個為備份站。
PAKSAT-1R的設計壽命為15年，它將提供寬頻網際網路接入、數字電視廣播、衛星通訊、緊急通訊、遠程教育和遠程醫療服務，服務範圍包括南亞、中亞、東歐、東非和遠東地區。衛星可以為巴基斯坦全境提供擴展通訊服務。

## 歷史
在1957年蘇聯成功發射了Sputnik 1之後，巴基斯坦於旁遮普大學開始其太空研究計劃。1961年巴基斯坦軍政府在阿卜杜勒·薩拉姆的建議下，由Field Marshal Ayub Khan領導建立了Space and Upper Atmosphere Research Commission (SUPARCO)。從此以後研究行動以一系列火箭測試為起點。1986年Suparco研發了第一顆國產獨創的Badr-I衛星，它由中華人民共和國於1990年幫助發射。
1996年2月1日，Suparco獲得了Palapa C1，其後改名為PAKSAT-1。1998年11月24日衛星發生了一起電子系統異常，導致控制hydro accumulators的模塊出現問題。休斯全球服務接管了衛星總線。HGS設法開發和部署了一整套策略，使衛星在同步軌道上不受太多限制的繼續服務。最終巴基斯坦自2004年起，將其移到東經38°。2012年，衛星將不再工作並退役。PAKSAT-1R將於2012年完全替代PAKSAT-1。PAKSAT-1R的發射是2040巴基斯坦空間計劃的一部分。

## 原型
雖然這顆衛星是由中國研發，但SUPARCO在拉合爾的衛星研發中心開發了巴基斯坦通信卫星-1R的原型。計劃的目的是為了提高年輕科學家和工程師在通訊衛星工程上的專業技能。  PakSat-1R是一顆通訊衛星，它擁有3個C波段轉發器，所有子系統都是獨立設計和研發。 ，調試和測試也在同時進行，Suparco匯報本計劃將在3年內完成

## 目前狀態
中國已在2011年8月11日將巴基斯坦通訊衛星-1R成功發射。在2010年中國為巴基斯坦建立先進通訊設施提供了貸款。

## 規格參數
Paksat-1R是基於東方紅四號衛星平台，其發射重量大約為5,200公斤。衛星將被定位在東經38.0度，代替Paksat-1 (23779 1996-006A)，Paksat-1於1996年1月31從卡納維拉爾角的LC-36B發射陣地由Atlas-IIAS (AC-126)火箭發射，當時名為Palapa-C星。
Paksat-1R由中國長城工業公司(CGWIC)制造，製造合同在2008年10月15日簽訂。PakSat-1R合同是中國航天的第三顆國際客戶通訊衛星，也是中國簽訂的第一個亞洲客戶的在軌交付合同。
東方紅四號衛星平台是一個大型通訊衛星平台。是基於高輸出功率和通訊能力的新一代硬件。與國際先進衛星平台齊名。
東方紅四號衛星平台不僅應用於高容量廣播通訊衛星，它還可以制成追蹤和數字中繼衛星、區域移動通訊衛星等。
平台由推進模塊、服務模塊和大陽能電池陣列組成。它的有效載荷為588公斤，輸出功率在服務末期為10.5 kW，它的設計壽命為15年，在壽命末期的可靠性達到0.78。
衛星安有3個接收天線和兩個發射天線，它們可以支持同時150－200套電視節目的傳輸。地面用戶可用0.45m直徑的天線進行收看。

## 發射
PAKSAT-1R於2011年8月11日21點17分由中國的長征三號乙運載火箭發射。
巴基斯坦國防部長Lt. Gen. Syed Athar Ali (R), 外交部長Salman Bashir,戰略計劃局局長Lt. Gen. Khalid Ahmed Kidwai (R) 和巴基斯坦駐中國大使Muhammad Masood Khan觀看了發射。

## 外部連結
- PAKSAT-1R （页面存档备份，存于）
- Pakistan's PAKSAT-R
- （页面存档备份，存于）
- PAKSAT-1R Prototype
- PAKSAT-1R launch date （页面存档备份，存于）
- SUPARCO to launch Paksat 1R satellite
- New communication satellite ‘PakSat-1R’ important for many reasons: Khan
- Pakistan’s first Communications Satellite PAKSAT-1R launched